# Taking Chances (álbum)
Taking Chances es el décimo álbum en inglés de la cantante Celine Dion fue lanzado el 7 de noviembre de 2007 en CD/DVD,fue disponible para Itunes para descarga digital. La edición de colección incluye CD/DVD junto a un perfume y fue lanzado en diciembre de 2007 en Estados Unidos y febrero de 2008 en Europa. El 21 de abril de 2008 la versión deluxe fue lanzada en Europa a excepción de Francia.

## Producción y composición
El primer sencillo es Taking Chances y fue escrito por Kara DioGuardi y David A. Stewart de Eurythmics y producido por John Shanks, ganador de un Premio Grammy. Fue grabado en abril de 2007. Shanks también fue productor de otras cinco canciones en Taking Chances. "Alone" es una power balada. Fue escrita por Billy Steinberg y Tom Kelly. La canción fue grabada originalmente por la banda canadiense Heart. La versión interpretada por Dion fue producida por el exmiembro de la banda Evanescence. Fue el segundo sencillo lanzado en Europa y en los Estados Unidos y el tercero en el Reino Unido. Moody también fue coescritor y coproductor de "This Time". "Eyes on Me" es una canción escrita por Kristian Lundin, Savan Kotecha y la cantante australiana Delta Goodrem. Fue producida por Lundin. Fue el segundo sencillo lanzado en el Reino Unido y el tercero en Europa.

## Lista de canciones
| N.º | Título                        | Escritor(es)                                  | Duración |  |
| 1.  | «Taking Chances»              | Kara DioGuardi, Dave Stewart                  | 4:02     |  |
| 2.  | «Alone»                       | Billy Steinberg, Tom Kelly                    | 3:23     |  |
| 3.  | «Eyes on Me»                  | Kristian Lundin, Savan Kotecha, Delta Goodrem | 3:53     |  |
| 4.  | «My Love»                     | Linda Perry                                   | 4:08     |  |
| 5.  | «Shadow of Love»              | Anders Bagge, Aldo Nova, Peter Sjöström       | 4:10     |  |
| 6.  | «Surprise Surprise»           | DioGuardi, Martin Harrington, Ash Howes       | 5:14     |  |
| 7.  | «This Time»                   | David Hodges, Ben Moody, Steven McMorran      | 3:47     |  |
| 8.  | «New Dawn»                    | Perry                                         | 4:45     |  |
| 9.  | «A Song for You»              | Bagge, Nova, Robert Wells                     | 3:27     |  |
| 10. | «A World to Believe In»       | Tino Izzo, Rosanna Ciciola                    | 4:08     |  |
| 11. | «Can't Fight the Feelin'»     | Nova                                          | 3:51     |  |
| 12. | «I Got Nothin' Left»          | Ne-Yo, Charles Harmon                         | 4:20     |  |
| 13. | «Right Next to the Right One» | Tim Christensen                               | 4:10     |  |
| 14. | «Fade Away»                   | Peer Åström, David Stenmarck, Nova            | 3:17     |  |
| 15. | «That's Just the Woman in Me» | Kimberley Rew                                 | 4:33     |  |
| 16. | «Skies of L.A.»               | Christopher Stewart, The-Dream, Kuk Harrell   | 4:24     |  |

| Japanese and iTunes bonus tracks |                      |          |  |
| N.º                              | Título               | Duración |  |
| 17.                              | «Map to My Heart»    | 4:15     |  |
| 18.                              | «The Reason I Go On» | 3:42     |  |

| iTunes deluxe bonus tracks |                                          |          |  |
| N.º                        | Título                                   | Duración |  |
| 17.                        | «Immensité»                              | 3:34     |  |
| 18.                        | «Map to My Heart»                        | 4:15     |  |
| 19.                        | «Taking Chances» (I-Soul extended remix) | 7:33     |  |

| Deluxe edition bonus DVD |                                                                 |          |  |
| N.º                      | Título                                                          | Duración |  |
| 1.                       | «Exclusive sneak preview from Live in Las Vegas - A New Day...» |          |  |
| 2.                       | «The Power of Love»                                             |          |  |
| 3.                       | «I Drove All Night»                                             |          |  |
| 4.                       | «I Surrender»                                                   |          |  |
| 5.                       | «I Wish»                                                        |          |  |

| Wal-Mart bonus DVD – Taking Chances: The Sessions |                               |          |  |
| N.º                                               | Título                        | Duración |  |
| 1.                                                | «That's Just the Woman in Me» |          |  |
| 2.                                                | «Alone»                       |          |  |
| 3.                                                | «Eyes on Me»                  |          |  |
| 4.                                                | «A Song for You»              |          |  |
| 5.                                                | «Surprise Surprise»           |          |  |
| 6.                                                | «A World to Believe In»       |          |  |

| Costco bonus CD |                                  |                                                                   |          |  |
| N.º             | Título                           | Escritor(es)                                                      | Duración |  |
| 1.              | «If You Asked Me To»             | Diane Warren                                                      | 3:55     |  |
| 2.              | «The Power of Love»              | Candy DeRouge, Gunther Mende, Mary Susan Applegate, Jennifer Rush | 5:43     |  |
| 3.              | «Because You Loved Me»           | Warren                                                            | 4:35     |  |
| 4.              | «It's All Coming Back to Me Now» | Jim Steinman                                                      | 7:37     |  |
| 5.              | «All by Myself»                  | Eric Carmen, Rajmáninov                                           | 5:12     |  |
| 6.              | «My Heart Will Go On»            | James Horner, Will Jennings                                       | 4:41     |  |
| 7.              | «That's the Way It Is»           | Lundin, Max Martin, Andreas Carlsson                              | 4:03     |  |
| 8.              | «I Drove All Night»              | Steinberg, Kelly                                                  | 4:00     |  |

## Lista gráficas y certificaciones
| Listas                              | Pico de posiciones |
| ----------------------------------- | ------------------ |
| Argentinian Albums Chart            | 4                  |
| Australian Albums Chart             | 12                 |
| Austrian Albums Chart               | 3                  |
| Belgian Flanders Albums Chart       | 7                  |
| Belgian Wallonia Albums Chart       | 3                  |
| Canadian Albums Chart               | 1                  |
| Chilean Albums Chart                | 35                 |
| Czech Republic Albums Chart         | 17                 |
| Danish Albums Chart                 | 2                  |
| Dutch Albums Chart                  | 4                  |
| Estonian Albums Chart               | 19                 |
| European Albums Chart               | 1                  |
| Finnish Albums Chart                | 13                 |
| French Albums Chart                 | 2                  |
| German Albums Chart                 | 5                  |
| Greek Albums Chart                  | 10                 |
| Greek International Albums Chart    | 2                  |
| Hungarian Albums Chart              | 12                 |
| Irish Albums Chart                  | 6                  |
| Italian Albums Chart                | 5                  |
| Japanese Albums Chart               | 6                  |
| Japanese International Albums Chart | 2                  |
| Mexican Albums Chart                | 40                 |
| New Zealand Albums Chart            | 4                  |
| Norwegian Albums Chart              | 7                  |
| Polish Albums Chart                 | 21                 |
| Portuguese Albums Chart             | 9                  |
| South African Albums Chart          | 1                  |
| Spanish Albums Chart                | 8                  |
| Swedish Albums Chart                | 8                  |
| Swiss Albums Chart                  | 1                  |
| UK Albums Chart                     | 5                  |
| US Billboard 200                    | 3                  |
| US Billboard Top Internet Albums    | 1                  |

| País           | Certificaciones |
| -------------- | --------------- |
| Australia      | Platino         |
| Austria        | Oro             |
| Bélgica        | Oro             |
| Canadá         | 4x Platino      |
| Dinamarca      | Platino         |
| Francia        | Oro             |
| Hungary        | Oro             |
| Irlanda        | 2x Platino      |
| Japón          | Oro             |
| Países Bajos   | Oro             |
| Nueva Zelanda  | Oro             |
| Polonia        | Oro             |
| Rusia          | Oro             |
| Singapur       | Oro             |
| España         | Oro             |
| Suecia         | Oro             |
| Suiza          | Platino         |
| Reino Unido    | Platino         |
| Estados Unidos | Platino         |

## Historial de lanzamiento
| Región         | Fecha                   | Sello    | Formato        | Catálogo    |
| -------------- | ----------------------- | -------- | -------------- | ----------- |
| Japón          | 7 de noviembre de 2007  | Sony     | CD             | EICP-875    |
| Europa         | 9 de noviembre de 2007  | Columbia | CD             | 88697081142 |
| Europa         | 9 de noviembre de 2007  | Columbia | CD/DVD         | 88697147842 |
| Australia      | 10 de noviembre de 2007 | Epic     | CD             | 88697081142 |
| Australia      | 10 de noviembre de 2007 | Epic     | CD/DVD         | 88697147842 |
| Estados Unidos | 13 de noviembre de 2007 | Columbia | CD             | 88697081142 |
| Estados Unidos | 13 de noviembre de 2007 | Columbia | CD/DVD         | 88697147842 |
| Estados Unidos | 11 de diciembre de 2007 | Columbia | CD/DVD/Perfume | 88697147862 |
| Canadá         | 13 de noviembre de 2007 | Columbia | CD             | 88697081142 |
| Canadá         | 13 de noviembre de 2007 | Columbia | CD/DVD         | 88697147842 |
| Canadá         | 11 de diciembre de 2007 | Columbia | CD/DVD/Perfume | 88697147862 |
| Europa         | 8 de febrero de 2008    | Columbia | CD/DVD/Perfume | 88697147862 |